# Luis Rodríguez (Fußballspieler, 1961)
Luis Abdón Rodríguez Muelas (* 16. März 1961 in Las Condes, Santiago) ist ein ehemaliger chilenischer Fußballspieler. Der Mittelfeldspieler absolvierte acht Länderspiele für das chilenische Nationalteam.

## Karriere

### Verein
Luis Rodríguez begann seine Profikarriere 1980 beim CF Universidad de Chile unter Trainer Fernando Riera. 1982 wurde er Stammspieler im Mittelfeld des Teams und blieb bis 1986 beim Klub. Nach einem Jahr in Mexiko bei Club Puebla, mit dem er die Copa México 1987/88 gewann, kehrte er zu La U zurück. Rodríguez wechselte 1989 zu Unión Española, blieb dort drei Jahre und lief dann für weitere Erstligisten auf. 1992 war er bei Deportes La Serena, 1993 bei Provincial Osorno und 1994 beim CD Cobresal. Danach war Rodríguez noch in den unteren Klassen aktiv. 1995 spielte er bei Audax Italiano in der Segunda División und in seinem letzten Karrierejahr 1996 beim CD Santiago Morning in der dritten Spielklasse des Landes.
Nach seiner Karriere war Rodríguez als Jugendtrainer bei San Luis tätig und wurde 2011 Cheftrainer der Profimannschaft. Im August desselben Jahres wurde er entlassen, blieb aber in der Jugendarbeit des Klubs erhalten.

### Nationalmannschaft
Luis Rodríguez debütierte im Juni 1984 unter Trainer Isaac Carrasco beim 0:0-Unentschieden im Freundschaftsspiel gegen England, als er für Juan Soto eingewechselt wurde. Nach zwei weiteren Vorbereitungsspielen auf die Copa América 1987 nahm er am Turnier in Argentinien teil, absolvierte allerdings kein Spiel. Die La Roja kam bis ins Finale, in dem das Team gegen Uruguay mit 0:1 verlor. Rodríguez absolvierte noch weitere Freundschaftsspiele, letztmals im Februar 1989 gegen Kolumbien. Sein einziges Tor in den acht Länderspielen schoss der Mittelfeldspieler beim 3:1-Erfolg gegen Ecuador.

## Erfolge
Club Puebla
- Copa México: 1987/88

Unión Española
- Copa de Invierno: 1989

Chile
- Finalist der Copa América: 1987